# RTR Sport
RTR Sport (PTP Спорт) – rosyjska stacja telewizyjna o profilu sportowym.
Kanał rozpoczął nadawanie 12 czerwca 2003 na częstotliwościach telewizji TVS.
Istniały 2 stacje: RTR Sport oraz Planeta Sport. Pierwsza z nich nadawała sygnałem niekodowanym na satelicie Express AM1 (40°E) i była przeznaczona na rynek rosyjski. Druga była również kanałem FTA, lecz nadawała na satelicie Hotbird 6 (13°E) i była przeznaczona dla widzów spoza Rosji. Kanał RTR Sport został zastąpiony przez Rossiję 2.

## Transmisje
- Piłkarska Ekstraklasa Rosyjska
- Liga Światowa
- koszykarska liga rosyjska
- siatkówka mężczyzn
- liga hokeja na lodzie